# Lorenzo Pestelli
Lorenzo Pestelli, né le 30 juin 1935 à Sevenoaks (Angleterre) et mort le 11 septembre 1977 à Marrakech, est un écrivain suisse.

## Biographie
Né d'un père florentin, Enzo, diplomate et d'une mère belge, Gabrielle van den Haute, Lorenzo Pestelli passe sa jeunesse à Florence où il fait ses études. Il poursuit des études de philosophie à la nouvelle  Université catholique de Louvain, fondée en 1834 à Malines sous le nom d'Université catholique de Belgique, et établie à Louvain en 1835 après la suppression de l'Université d'État de Louvain,  puis une maîtrise ès lettres à Montréal et à la Sorbonne à Paris. Il se marie avec Michène Caussignac en 1956. Il enseigne au Maghreb de 1962 à 1964 puis en Chine de 1964 à 1965.
Mais il aime voyager et il part avec sa famille jusqu'au bout de l'Orient, le Japon en passant par le Népal, la Thaïlande, la Malaisie, l'Indochine et l'Inde. En 1967, il décide de s'installer  à Genève où il lie connaissance avec Nicolas Bouvier qui l'aidera à publier ses premiers livres chez Bertil Galland. Il est mort accidentellement au cours d'un voyage au Maroc.